# Gerd Baltus
Gerd Baltus (Brema, 29 marzo 1932 – Amburgo, 13 dicembre 2019) è stato un attore tedesco.

## Biografia
Attivo principalmente in campo televisivo e teatrale, ha partecipato a oltre 170 differenti produzioni tra cinema e tv, a partire dalla fine degli anni cinquanta.
Tra i suoi ruoli più noti, figurano, tra l'altro, quello del tenente Beckerath nel film L'incesto (1965), quello di Gerhard Lorentz nella serie televisiva Lorentz e figli (1998), quello del signor Bardusch nella serie televisiva Al di qua del paradiso (1989-1990), quello del signor Hohlbein nella serie televisiva Buongiorno professore! (1996), quello di Konrad Bach nella serie televisiva Zwei Männer am Herd (1999-2001). Si ricorda inoltre la sua partecipazione straordinaria in vari episodi di serie televisive, quali L'ispettore Derrick, Il commissario Köster e Tatort.
È stato il marito dell'attrice Brigitte Rohkohl.

## Filmografia parziale

### Cinema
- L'incesto (Wälsungenblut), regia di Rolf Thiele (1965)
- Ich suche einen Mann (1966)
- Dio me l'ha data, guai a chi la tocca (1968)
- Wie ich ein Neger wurde (1971)
- Die Anstalt (1978)
- Raccolto amaro (Bittere Ernte), regia di Agnieszka Holland (1985)
- Die Einsteiger (1986)

### Televisione
- Der Fall de la Roncière - film TV (1958)
- Schatten der Helden - film TV (1960)
- General Quixotte - film TV (1961)
- Advokat Patelin - film TV (1963)
- Auftritt Frank Wedekind - film TV (1964)
- Der Idiot - serie TV (1968)
- Der Fall Liebknecht-Luxemburg - film TV (1969)
- Der Kommissar - serie TV, 4 episodi (1969-1974)
- Polizeifunk ruft - serie TV, 1 episodio (1970)
- Dem Täter auf der Spur - serie TV, 1 episodio (1970)
- Pater Brown - serie TV, 1 episodio (1970)
- Nicht nur zur Weihnachtszeit - film TV (1970)
- Der Fall von nebenan - serie TV, 6 episodi (1970-1974)
- Das Jahrhundert der Chirurgen - film TV (1972)
- Liebe leidet mit Lust - film TV (1972)
- Zwischen den Flügen - serie TV (1973)
- Kara Ben Nemsi Effendi - serie TV, 3 episodi (1975)
- Eine ganz gewöhnliche Geschichte - serie TV (1975)
- Die Insel der Krebse - film TV (1975)
- Der Strick um den Hals - miniserie TV (1975)
- PS - Geschichten ums Auto - serie TV, 8 episodi (1975-1976)
- Partner gesucht - serie TV (1976)
- Pariser Geschichten - serie TV (1976)
- Taxi 4012 - film TV (1976)
- Tatort - serie TV, 6 episodi (1976-2006)
- L'ispettore Derrick - serie TV, ep. 04x05, regia di Zbyněk Brynych (1977)
- Kinderparty - film TV (1978)
- Il commissario Köster (Der Alte) - serie TV, 9 episodi (1978-1997)
- ...es ist die Liebe - film TV (1979)
- L'ispettore Derrick - serie TV, ep. 08x08, regia di Theodor Grädler (1978)
- Ein zauberhaftes Biest - serie TV (1981)
- La nave dei sogni - serie TV, 3 episodi (1982-1993)
- Un caso per due - serie TV, 3 episodi (1982-1996)
- Konsul Möllers Erben - film TV (1983)
- SOKO 5113 - serie TV, 3 episodi (1983-1992)
- Jakob und Adele - serie TV (1984)
- Er-Götz-liches - film TV (1984)
- Die Lehmanns - serie TV (1984)
- Levin und Gutman - serie TV (1985)
- Berliner Weiße mit Schuß - serie TV (1985)
- War was, Rickie? - serie TV (1985)
- Alte Gauner - serie TV, 1 episodio (1985)
- L'ispettore Derrick - serie TV, ep. 13x06, regia di Wolfgang Becker (1986)
- Teufels Großmutter - miniserie TV (1986)
- Alles was Recht ist - serie TV, 1 episodio (1986)
- Lorentz e figli (1998) - serie TV (1988)
- Al di qua del paradiso - serie TV, 11 episodi (1989-1990)
- Die Männer vom K3 - serie TV, 1 episodio (1992)
- Faber l'investigatore - serie TV, 1 episodio (1993)
- Drei Mann im Bett - serie TV (1994)
- Fünf Millionen und ein paar Zerquetschte - film TV (1994)
- Balko - serie TV, 1 episodio (1995)
- Schwurgericht - serie TV, 1 episodio (1995)
- Polizeiruf 110 - serie TV, 1 episodio (1996)
- Beckmann und Markowski - Im Zwiespalt der Gefühle - film TV (1996)
- Buongiorno professore! - serie TV, 13 episodi (1996)
- 14º Distretto - serie TV, 4 episodi (1996-2009)
- Ein Bayer auf Rügen - serie TV, 1 episodio (1997)
- Freunde fürs Leben - serie TV, 1 episodio (1997)
- Das Amt - serie TV, 1 episodio (1997)
- Liebling Kreuzberg - serie TV, 1 episodio (1997)
- Ein Schutzengel auf Reisen  - film TV (1997)
- Am liebsten Marlene - serie TV, 1 episodio (1998)
- Heimatgeschichten - serie TV, 1 episodio (1999)
- Zwei Männer am Herd  - film TV (1999)
- Die Straßen von Berlin - serie TV, 1 episodio (1999)
- Stubbe - Von Fall zu Fall - serie TV, 1 episodio (1999)
- Stefanie - serie TV, 1 episodio (1999)
- Zwei Männer am Herd - serie TV, 11 episodi (1999-2001)
- Der letzte Zeuge - serie TV, 1 episodio (2000)
- Aus gutem Haus - serie TV, 1 episodio (2000)
- St. Angela - serie TV, 1 episodio (2000)
- Cops - Squadra Speciale - serie TV, 1 episodio (2000)
- Ehemänner und andere Lügner  - film TV (2001)
- Die Rettungsflieger - serie TV, 1 episodio (2001)
- Der Tod ist kein Beinbruch - serie TV, 1 episodio (2002)
- Hilfe, ich bin Millionär Der Mann, der alles kann - film TV (2003)
- Il nostro amico Charly - serie TV, 1 episodio (2003)
- Schloßhotel Orth - serie TV, 1 episodio (2004)
- Jetzt erst recht! - serie TV, 1 episodio (2005)
- Der Pfundskerl - serie TV, 1 episodio (2006)
- Typisch Sophie - serie TV, 1 episodio (2006)
- Hamburg Distretto 21 - serie TV, 1 episodio (2007)
- In aller Freundschaft - serie TV, 2 episodi (2008-2010)
- Der Mann, der alles kann  - film TV (2012)
- Danni Lowinski - serie TV, 1 episodio (2013)

## Riconoscimenti
- Deutscher Filmpreis d'oro 1965 come miglior attore emergente per il ruolo del tenente Beckerath nel film L'incesto[6]